# Championnat du Guatemala de football 1970-1971
Navigation
Saison précédente Saison suivante
La Liga Nacional 1970-1971 est la dix-neuvième édition de la première division guatémaltèque.
Lors de ce tournoi, le CSD Municipal a tenté de conserver son titre de champion du Guatemala face aux neuf meilleurs clubs guatémaltèques.
Chacun des dix clubs participant était confronté deux fois aux neuf autres équipes. Puis les huit meilleurs se sont affrontés deux fois de plus lors de la seconde phase du championnat.
Seulement deux places étaient qualificatives pour la Coupe des champions de la CONCACAF et deux pour la Coupe de la Fraternité.

## Les 10 clubs participants
| \| Guatemala: Aurora FC CSD Comunicaciones CSD Municipal Cementos Novella Tipografía Nacional Universidad SC América Xelaju MC Guatemala Juventud Escuintleca Guatemala Deportivo Suchitepéquez Guatemala América Xelaju MC \| Localisation des clubs engagés dans le championnat. |
| Guatemala: Aurora FC CSD Comunicaciones CSD Municipal Cementos Novella Tipografía Nacional Universidad SC América Xelaju MC Guatemala Juventud Escuintleca Guatemala Deportivo Suchitepéquez Guatemala América Xelaju MC                                                           |

Ce tableau présente les dix équipes qualifiées pour disputer le championnat 1970-1971. On y trouve le nom des clubs, le nom des stades dans lesquels ils évoluent ainsi que la capacité et la localisation de ces derniers.
| Club                    | Stade                      | Capacité          | Ville          |
| América                 | Stade inconnu              | Capacité inconnue | Quetzaltenango |
| Aurora FC               | Stade de l'Ejército        | 13 300            | Guatemala City |
| CSD Comunicaciones      | Stade Mateo Flores         | 30 000            | Guatemala City |
| Juventud Escuintleca    | Stade Ricardo Muñoz Gálvez | 3 000             | Escuintla      |
| CSD Municipal           | Stade Mateo Flores         | 30 000            | Guatemala City |
| Cementos Novella        | Stade inconnu              | Capacité inconnue | Guatemala City |
| Deportivo Suchitepéquez | Stade Carlos Salazar Hijo  | 12 000            | Mazatenango    |
| Tipografía Nacional     | Stade La Pedrera           | Capacité inconnue | Guatemala City |
| Universidad SC          | Stade de la Revolución     | 5 000             | Guatemala City |
| Xelaju MC               | Stade Mario Camposeco      | 11 000            | Quetzaltenango |

## Compétition
La compétition se déroule en deux phases:
- Le phase régulière : dix-huit journées de championnat.
- La seconde phase : quatorze et dix journées de championnat entre les huit meilleures et les deux moins bonnes équipes de la phase régulière auxquelles se rajoutent les quatre meilleures de Primera División de Guatemala.

### Phase régulière
Les dix équipes affrontent à deux reprises les neuf autres équipes selon un calendrier tiré aléatoirement.
Les huit meilleures équipes sont qualifiées pour le groupe des champions et les deux moins bonnes pour le groupe de relégation.
Le classement est établi sur l'ancien barème de points (victoire à 2 points, match nul à 1, défaite à 0).
Le départage final se fait selon les critères suivants :
- Le nombre de points.
- La différence de buts générale.
- Le nombre de buts marqué.

#### Classement
| Rang | Équipe                  | Pts | J  | G  | N | P  | Bp | Bc | Diff |
| ---- | ----------------------- | --- | -- | -- | - | -- | -- | -- | ---- |
| 1    | CSD Comunicaciones      | 29  | 18 | 11 | 7 | 0  | 36 | 12 | +24  |
| 2    | Aurora FC               | 8   | 18 | 11 | 5 | 2  | 35 |    |      |
| 3    | Cementos Novella        | 25  | 18 | 9  | 7 | 2  | 39 | 17 | +22  |
| 4    | CSD Municipal T         | 22  | 18 | 9  | 4 | 5  | 32 | 20 | +12  |
| 5    | Deportivo Suchitepéquez | 18  | 18 | 8  | 2 | 8  | 28 | 34 | -6   |
| 6    | Xelaju MC               | 17  | 18 | 5  | 7 | 6  | 22 | 25 | -3   |
| 7    | Tipografía Nacional     | 17  | 18 | 7  | 3 | 8  | 24 | 34 | -10  |
| 8    | Universidad SC          | 15  | 18 | 6  | 3 | 9  | 30 | 31 | -1   |
| 9    | Juventud Escuintleca    | 6   | 18 | 1  | 4 | 13 | 12 | 38 | -26  |
| 10   | América                 | 4   | 18 | 0  | 4 | 14 | 12 | 51 | -39  |

| Légende : Qualifications et relégations | Légende : Qualifications et relégations                                   |
| --------------------------------------- | ------------------------------------------------------------------------- |
|                                         | Qualifié pour le groupe des champions                                     |
|                                         | Qualifié pour les barrages de relégation en Primera División de Guatemala |
|                                         | T Tenant du titre                                                         |

### Seconde phase
Lors de la seconde phase les huit équipes du groupe des champions et les six équipes du groupe de relégation affrontent à deux reprises les autres équipes de leur groupe selon un calendrier tiré aléatoirement.
Le premier du groupe des champions est sacré champion du Guatemala.
Les quatre derniers du groupe de relégation restent ou sont relégués en Primera División de Guatemala.
Le classement est établi sur l'ancien barème de points (victoire à 2 points, match nul à 1, défaite à 0).
Le départage final se fait selon les critères suivants :
- Le nombre de points.
- La différence de buts générale.
- Le nombre de buts marqué.

#### Classement
| Rang | Équipe                  | Pts | J  | G | N | P  | Bp | Bc | Diff |
| ---- | ----------------------- | --- | -- | - | - | -- | -- | -- | ---- |
| 1    | CSD Comunicaciones      | 20  | 14 | 8 | 4 | 2  | 25 | 14 | +11  |
| 2    | Aurora FC               | 19  | 14 | 7 | 5 | 2  | 23 | 11 | +12  |
| 3    | CSD Municipal T         | 18  | 14 | 7 | 4 | 3  | 29 | 17 | +12  |
| 4    | Xelaju MC               | 18  | 14 | 7 | 4 | 3  | 23 | 17 | +6   |
| 5    | Cementos Novella        | 13  | 14 | 4 | 5 | 5  | 23 | 23 | 0    |
| 6    | Deportivo Suchitepéquez | 11  | 14 | 3 | 5 | 6  | 10 | 18 | -8   |
| 7    | Universidad SC          | 10  | 14 | 1 | 8 | 5  | 9  | 20 | -11  |
| 8    | Tipografía Nacional     | 3   | 14 | 1 | 1 | 12 | 10 | 32 | -22  |

| Rang | Équipe               | Pts | J  | G | N | P | Bp | Bc | Diff |
| ---- | -------------------- | --- | -- | - | - | - | -- | -- | ---- |
| 9    | Juventud Escuintleca | 15  | 10 | 5 | 5 | 0 | 14 | 6  | +8   |
| 10   | Ferrocarriles        | 14  | 10 | 6 | 2 | 2 | 19 | 11 | +8   |
| 11   | Juventud Retalteca   | 13  | 10 | 4 | 5 | 1 | 11 | 9  | +2   |
| 12   | Juventud Catolica    | 8   | 10 | 3 | 2 | 5 | 15 | 14 | +1   |
| 13   | América              | 6   | 10 | 2 | 2 | 6 | 8  | 15 | -7   |
| 14   | Antigua GFC          | 4   | 10 | 1 | 2 | 7 | 11 | 23 | -12  |

| Légende : Qualifications et relégations | Légende : Qualifications et relégations                                                                                 |
| --------------------------------------- | --- |
|                                         | Coupe des champions de la CONCACAF 1971 (2e Tour de qualification)                                                      |
|                                         | Coupe des champions de la CONCACAF 1971 (1er Tour de qualification) Coupe de la Fraternité 1971 (ru) (Phase de groupes) |
|                                         | Coupe de la Fraternité 1971 (ru) (Phase de groupes)                                                                     |
|                                         | Relégué en Primera División de Guatemala                                                                                |
|                                         | T Tenant du titre |

## Bilan du tournoi
| Championnat du Guatemala de football 1970-1971            |                    |
| Champion                                                  | CSD Comunicaciones |
| Dauphin                                                   | Aurora FC          |
| Coupes et trophées                                        |                    |
| Vainqueur Copa de Guatemala                               | CSD Comunicaciones |
| Qualifications continentales                              |                    |
| Coupe des champions 1971 (Deuxième tour de qualification) | Aurora FC          |
| Coupe des champions 1971 (Premier tour de qualification)  | CSD Comunicaciones |
| Coupe de la fraternité 1971 (ru) (Phase de groupes)       | CSD Comunicaciones |
| Coupe de la fraternité 1971 (ru) (Phase de groupes)       | Cementos Novella   |
| Promotions et relégations                                 |                    |
| Promus en Liga Nacional de Guatemala                      | Ferrocarriles      |
| Relégués en Primera División de Guatemala                 | América            |